# Servicio Administrativo de Identificación, Migración y Extranjería
El Servicio Administrativo de Identificación, Migración y Extranjería (SAIME), es un organismo dependiente del Estado Venezolano y adscrito al Ministerio del Poder Popular para Relaciones Interiores, Justicia y Paz, encargado de la identificación y registro de los ciudadanos en Venezuela, así como de la emisión del pasaporte venezolano y las solicitudes formadas por ciudadanos extranjeros.
El SAIME se ha convertido en un foco de preocupaciones significativas en cuanto a las violaciones de derechos fundamentales hacia los ciudadanos venezolanos, especialmente en lo que respecta al derecho a la identidad. Este derecho, aunque garantizado en el artículo 56 de la Constitución Bolivariana de Venezuela, enfrenta severas transgresiones bajo la administración actual.

## Historia

### Antecedentes
Los antecedentes históricos del Servicio Autónomo de Identificación, Migración y Extranjería se remontan a la primera mitad del siglo XX, cuando surge la necesidad del control de la identidad y registro de las migraciones con claros criterios policíacos, debido a los movimientos migratorios originados por la Segunda Guerra Mundial hacia América.
En el año 1924 el Dr. Guillermo Pablo Soublette, destacado profesional del Derecho, trae por primera vez la idea, al Ministerio de Relaciones Interiores, de la creación de una Oficina de Identificación Científica de los venezolanos con el propósito de otorgar un "carnet de identidad", empleado en el sistema inglés e ideado por Edgard Henry.
En julio de 1938, se promulga la Ley del Servicio Nacional de Seguridad, que incluía las disposiciones relativas a la identificación personal, con los fines de carácter civil, policial, judicial, electoral y de control de extranjeros. El Gabinete Central de Identificación que comenzó a funcionar el 12 de febrero de 1938, se anotó su primer triunfo el 2 de enero de 1939, al identificar los expertos dactiloscopistas, a la autora de un robo ocurrido en la "Casa Lemmo Hermanos" en Caracas; caso en el que intervino el funcionario Enrique Lozada, Jefe de Laboratorio Fotográfico de la DIEX.

### Comienzos
El 31 de diciembre de 1941 en la Oficina Central de Identificación se expide la primera cédula de identidad para extranjeros (N.º 0001) al ciudadano Friedrich Wachter Fischer, de nacionalidad alemana. La cedulación de extranjeros se inició primero que la de venezolanos porque durante la Segunda Guerra Mundial el gobierno nacional tenía la necesidad de establecer el control y la identificación de los ciudadanos extranjeros residenciados en el país y los movimientos migratorios
A partir del 3 de noviembre de 1942 se inicia la cedulación de los venezolanos, con la expedición de la Cédula de Identidad N.º 001, otorgada al Presidente de la República Gral. Isaías Medina Angarita. El 2 de julio de 1946, se publicó el Decreto Ley N.º 367, por el que se asigna la Dirección de Identificación como dependencia del Ministerio de Relaciones Interiores; el 28 de septiembre del mismo año, con el Decreto N.º 409 se reglamenta el Servicio Nacional de Identificación.
El 26 de agosto de 1971, es promulgada la Ley Orgánica de Identificación en la Gaceta Oficial n.º 29594, quedando derogado el Decreto Ley N.º 409 de fecha 28 de septiembre de 1946, y sus disposiciones relativas a la identificación de las personas naturales, a la vez que se incorpora la figura de la fiscalización por parte del Consejo Supremo Electoral, con funciones que cumplirá este organismo a través de la Fiscalía General de Cedulación que será nombrada por el presidente del Consejo Supremo Electoral.
El 15 de septiembre de 1972, se inicia la cedulación a color para venezolanos y extranjeros, lo que significó un gran avance para el servicio, esto ofrecía mayor seguridad a la Cédula de Identidad como único documento de identificación personal y validez jurídica en nuestro territorio.
El 14 de agosto de 1992, mediante Decreto N.º 2.487, publicado en la Gaceta Oficial N.º 35.027, se establece la división administrativa de las áreas de Identificación y la de Extranjería, al ser elevada la Dirección de Extranjería a Dirección General Sectorial de Extranjería (DEX); mientras Identificación quedó como Oficina Nacional de Identificación (ONI).
No obstante, entre 2000 y 2003, el organismo desempeña nuevamente funciones como: Dirección de Identificación y Extranjería; siendo hasta el 2004 cuando se fusionan ambas Direcciones, para prestar servicios como Oficina Nacional de Identificación y Extranjería (ONIDEX).

### Actualidad
El 9 de junio de 2009, con la publicación en la Gaceta Oficial N.º 39.196 del Decreto N.º 6.733, mediante el cual se dicta el Reglamento Orgánico del Ministerio del Poder Popular para Relaciones Interiores y Justicia, la Oficina Nacional de Identificación y Extranjería (ONIDEX) pasa a denominarse Servicio Administrativo de Identificación, Migración y Extranjería (SAIME), como servicio desconcentrado sin personalidad jurídica y con capacidad de gestión presupuestaria, administrativa y financiera.
En la actualidad se sustenta en una Sede Central, 83 oficinas territoriales y 42 oficinas de Migración, y se orienta en tres líneas de trabajo: Identificación, Control de Extranjeros y Migración, las cuales a su vez se desglosan en una serie de 53 servicios. Esta institución constituye un elemento clave en la sociedad venezolana, pues regula la identificación ciudadana en el país.
La plataforma del SAIME venia siendo administrada desde el 2011 por una empresa cubana Albet Ingeniería y Sistemas, en julio de 2022 una nueva empresa argentina Exclé C.A asesora en tecnología biométrica inició el manejo del sistema informático. La empresa ExClé. SA fue contratada, por el Dr. Rafael Simón Jiménez, quien fue rector del CNE, para adquirir las máquinas de votación en el año 2020 Exclé C.A fue sancionada por la Oficina de Control de Activos Extranjeros (OFAC) del departamento de estado de Eetados Unidos en fecha 18 de diciembre de 2020.
Desde 2018, el director general, Gustavo Vizcaíno, es quien coordina las acciones entre este Ente y el estado venezolano para cumplir las demandas de la población.

## Funciones y servicios
El SAIME se encarga de la identificación y registro de los ciudadanos en Venezuela, la emisión del pasaporte venezolano, las solicitudes formadas por ciudadanos extranjeros, entre otros documentos y servicios adicionales.

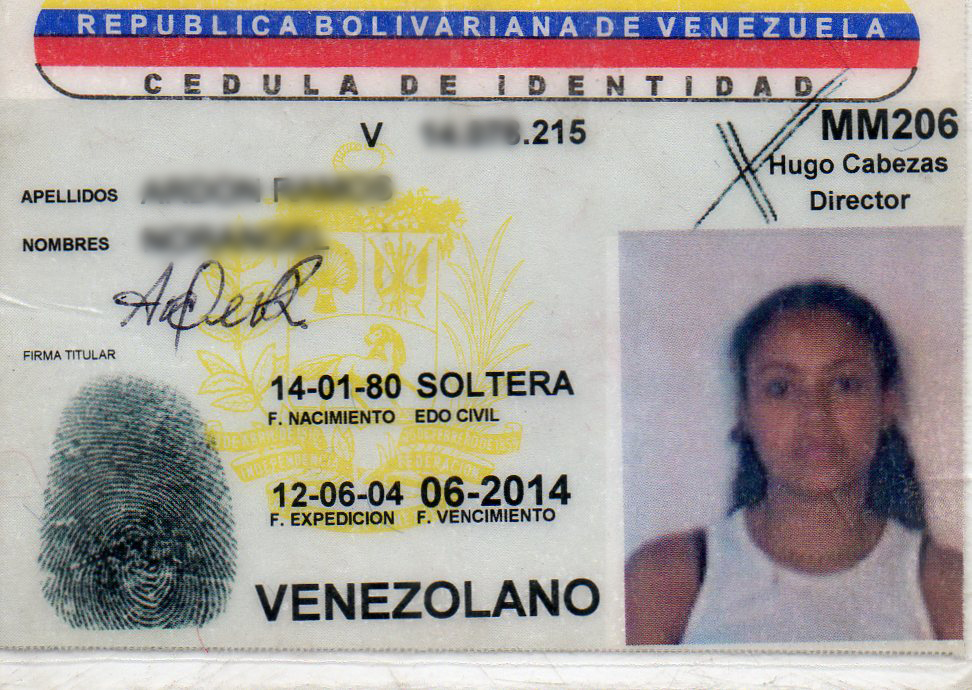
Cédula de identidad venezolana.

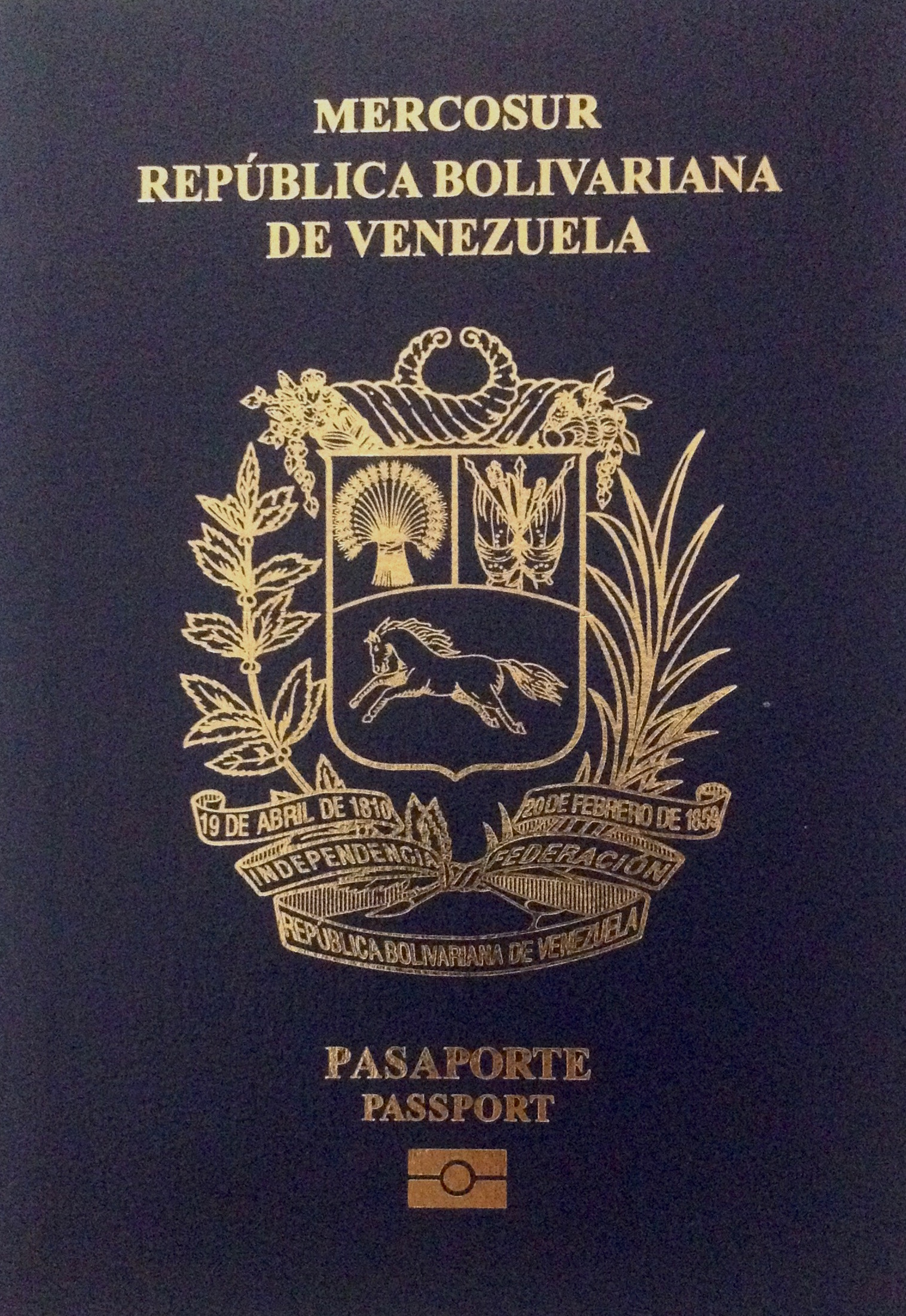
Pasaporte venezolano.

De esta institución se pueden desglosar sus servicios en tres principales categorías: 

### Identificación
Entre los servicios de identificación que debe realizar esta institución, destacan:                                   
- Entrega y renovación de la Cédula de identidad.
- Entrega y renovación del Pasaporte biométrico.
- Solicitud de renuncia de la nacionalidad venezolana
- Solicitud de recuperación de la nacionalidad venezolana.

### Migración
Entre los servicios de migración que debe realizar esta institución, destacan:                     
- Control de movimientos migratorios para ciudadanos venezolanos y extranjeros
- Suspender medidas de prohibición de salida del país impuestas por un Tribunal.

### Extranjería
Entre los servicios de extranjería que debe realizar esta institución, destacan:
- Visados y autorizaciones
- Solicitud de adquisición de la nacionalidad venezolana.
- Registro de extranjeros.

Un servicio no categorizado pero relevante, es la entrega del Carnet de movilidad fronteriza.

## Incidencias y controversias
En marzo de 2017 se reportó que el SAIME carecía de suficientes materiales para responder a la demanda de solicitudes de pasaportes. Como resultado solo se lograron emitir aproximadamente 300 000 pasaportes de las 1.8 a 3 millones de solicitudes de pasaportes que fueron realizadas por ciudadanos venezolanos durante el año 2017. Ese mismo año el SAIME lanzó una plataforma en línea para solicitudes que garantiza una entrega en 72 horas con tarifas dobles, esta plataforma se ha caído numerosas veces desde su lanzamiento.
En diversas ocasiones muchos ciudadanos venezolanos han denunciado que al momento de realizar trámites ante el SAIME han experimentados algún tipo extorsión, intento de extorsión, conducta negligente o ineficiencia por parte de algunos funcionarios del organismo, este tipo de incidencias se presenta con frecuencia en trámites que involucran la adquisición de un pasaporte o una prórroga.
En adición, una variedad de ciudadanos ha manifestado que sus diligencias tramitadas ante el SAIME han experimentado retrasos significativos y en algunos casos particulares, una discontinuidad absoluta por parte de la institución. La mayoría de estos ciudadanos afectados no han recibido una justificación de motivos que explique la demora o discontinuidad absoluta de sus trámites por parte del SAIME. Se especula que las principales causas de estos incidentes podrían estar relacionados con un posible déficit en su infraestructura y/o la insuficiencia de recursos que afecta al organismo. Este tipo de inconvenientes ha obligado a los ciudadanos a utilizar canales irregulares (ofrecidos por algunos funcionarios) o gestores completamente ajenos a la institución que les permitan (sin garantías) agilizar sus trámites de manera definitiva.
En 2019 la ONG Transparencia Venezuela consignó ante el  SAIME, un oficio contentivo de más de 100 denuncias de venezolanos que no han logrado obtener su pasaporte en los lapsos correspondientes establecidos en los reglamentos internos del SAIME. Esta ONG denunció que la demora en la entrega de pasaportes por parte del SAIME  también está violentando la libertad y el derecho al libre tránsito de los venezolanos, consagrado en el artículo 50 de la Constitución Nacional: Toda persona puede transitar libremente y por cualquier medio por el territorio nacional, cambiar de domicilio y residencia, ausentarse de la República y volver, trasladar sus bienes y pertenencias del país, traer sus bienes al país o sacarlos, sin más limitaciones que las establecida por la ley. El escrito de Transparencia Venezuela recoge múltiples denuncias sobre el presunto cobro de grandes sumas de dinero por parte de funcionarios adscritos a ese organismo a cambio de la entrega inmediata del documento de identidad. Así mismo, señala varios casos en los que la demora en el otorgamiento del pasaporte ha ocasionado pérdidas de oportunidades laborales, de estudio y el agravamiento de condiciones de salud.
Actualmente el organismo cuenta con diversos canales Archivado el 28 de noviembre de 2020 en Wayback Machine. de comunicación oficiales que pueden ser empleados por los ciudadanos para realizar denuncias o sugerencias a la institución.
Debido a la crisis económica de Venezuela, el SAIME ha realizado ajustes frecuentes en los precios de los diversos documentos que expide. El precio del pasaporte y la prórroga son los ajustes más llamativos para los venezolanos, ya que se pueden evidenciar exorbitantes incrementos en los precios de estos documentos. Desde 2018 el costo del pasaporte y la prórroga quedaron anclados al valor del Petro (una criptomoneda emitida por el estado venezolano) actualmente el costo de un pasaporte nuevo es de 3,35 PTR (aprox. USD 200) y el costo de una prórroga es de 1,67 PTR (aprox. USD 100) Estos costos convierten al pasaporte venezolano en uno de los pasaportes más costosos a nivel mundial.  En marzo de 2023 se iniciará a aplicar una nueva tecnología al SAIME para la solicitud de pasaporte y cédula a través de una página web donde se hará las solicitudes de cita y se llenara una serie de requisitos, el portal requerira información de rasgos personales como: color de ojos, color de cabello, estatura, color de piel, tipo de sangre y señas particulares. Los pasaportes mantienen un costo de US $108 por prórroga y US $216 por pasaporte nuevo

### Violaciones de derechos de identidad
La crisis de identificación en Venezuela ha impactado profundamente tanto a los ciudadanos que permanecen en el país como a aquellos que han emigrado. Con un éxodo que ya supera los 7.13 millones de migrantes y refugiados venezolanos según la plataforma R4V de Naciones Unidas, la falta de acceso adecuado a documentos de identidad se ha convertido en un problema crítico. La ausencia de sedes consulares en los países de acogida, los elevados costos dolarizados y la exigencia de realizar trámites de manera presencial en Venezuela han creado un entorno propicio para la aparición de redes de estafa a través de las redes sociales, que comercian con documentos, muchos de los cuales son fraudulentos.Las dificultades con el SAIME se extienden a varios aspectos, incluyendo la obtención de registros civiles de nacimiento, la apostilla de documentos y la expedición de cédulas de identidad y pasaportes. La escasez de materiales, los trámites burocráticos excesivamente lentos y costosos, y la obligación de realizar estos procedimientos en persona en Venezuela, han llevado a muchos ciudadanos a buscar alternativas en el mercado negro digital.
El SAIME se enfrenta a críticas por su papel en la creación de un entorno que fomenta la apatridia, especialmente entre los niños y adolescentes nacidos en Venezuela o en el extranjero de padres venezolanos, que a menudo carecen de la documentación adecuada. Esto ha llevado a los padres a buscar soluciones en redes sociales y grupos de gestores digitales, con la esperanza de regularizar la situación de sus hijos y obtener acceso a derechos fundamentales como la salud, la educación y el empleo.Los grupos en redes sociales como Facebook se han convertido en un mercado clandestino para la gestión de documentos venezolanos. Estos grupos, que atraen a miles de seguidores, ofrecen servicios como la obtención de cédulas de identidad, pasaportes, actas de matrimonio, entre otros, a precios dolarizados y con riesgos de fraude y estafas.
El papel del SAIME en esta crisis se ve agravado por la falta de claridad y la respuesta oficial ante las necesidades de los ciudadanos. La situación actual refleja no solo un desafío a la administración pública en Venezuela, sino también un caldo de cultivo para actividades ilícitas y la explotación de ciudadanos vulnerables, tanto dentro como fuera del país.